# Irichohalticella coccinipes
Irichohalticella coccinipes is een vliesvleugelig insect uit de familie bronswespen (Chalcididae). De wetenschappelijke naam is voor het eerst geldig gepubliceerd in 1928 door Girault.